# Minamoto no Tsunemoto
Minamoto no Tsunemoto (源經基, 894-25 décembre 961) est un samouraï et prince impérial japonais de l'époque de Heian, fils du prince Sadazumi et petit-fils de l'empereur Seiwa.
Tsunemoto prend part à de nombreuses campagnes pour le compte de la cour impériale de Kyoto, dont celle contre Taira no Masakado en 940 et celle contre Fujiwara no Sumitomo l'année suivante. Il porte le titre de chinjufu-shogun, ou commandant en chef pour la défense du Nord et reçoit en 961, l'année de sa mort, le kabane Minamoto, ce qui fait de lui l'ancêtre fondateur de la lignée Seiwa-Genji.
Tsunemoto est le père de Minamoto no Mitsunaka.